# Głębokie (Lubartów)
Pour les articles homonymes, voir Głębokie.
Głębokie (prononciation : [ɡwɛmˈbɔkʲɛ]) est un village polonais de la gmina d'Uścimów dans le powiat de Lubartów de la voïvodie de Lublin dans l'est de la Pologne.
Il se situe à environ 2 kilomètres au nord de Uścimów (siège de la gmina), 24 kilomètres à l'est de Lubartów (siège du powiat) et 37 kilomètres au nord-est de Lublin (capitale de la voïvodie).

## Histoire
De 1975 à 1998, le village est attaché administrativement à l'ancienne Voïvodie de Lublin.

Depuis 1999, il fait partie de la nouvelle voïvodie de Lublin.